# 黄可权
黄可权（？—？），字与之，湖南长沙人，中华民国政治人物。

## 生平
他是清朝末年政闻社的发起人之一（其他发起人为蒋智由、徐佛苏、吴渊民、邓孝可、王广齡、陈髙第），曾长期协助梁启超办报纸。1911年，他作为河南谘议局代表到武昌参加各省都督府代表聯合會。1912年1月他在上海和汤化龙、林长民、孙洪伊、向瑞琨、张嘉森等人组织共和建设讨论会。

## 著作
- 《黄可权乡试卷》，清光绪廿九年（1903年）刻本。
- 《政治学大纲》（译）
- 《财政学》，清光绪卅三年（1907年）出版。